# جينيفيف هورتون
جينيفيف هورتون (بالإنجليزية: Genevieve Horton)‏ هي مجدفة أسترالية، ولدت في 6 يناير 1995 في North Sydney ‏ في أستراليا.

## وصلات خارجية
- جينيفيف هورتون على موقع الاتحاد الدولي للتجديف (الإنجليزية)
- جينيفيف هورتون على موقع اللجنة الأولمبية الدولية (الإنجليزية)
- جينيفيف هورتون على موقع أوليمبيديا (الإنجليزية)
- جينيفيف هورتون على موقع اللجنة الأولمبية الأسترالية (الإنجليزية)